# Сражение при Лясе Стоцком
Сражение при Лясе Стоцком или Битва в Лясе Стоцком (пол. Bitwa w Lesie Stockim) — одно из крупнейших боестолкновений польских антикоммунистических повстанцев с правительственными силами. Произошло 24 мая 1945 года близ деревни Ляс Стоцкий (гмина Коньсковоля, Люблинское воеводство). Окончилось победой партизанского отряда под командованием Мариана Бернацяка. Существуют различные версии события, в том числе расходящиеся с официально принятой в современной Польше, однако исход боя под сомнение не ставится.

## Военно-политическая обстановка
Ещё до освобождения Польши от немецкой оккупации в стране шло военно-политическое противоборство между коммунистической ППР, просоветскими вооружёнными формированиями с одной стороны и антикоммунистическими национальными силами, ориентированными на польское правительство в изгнании, с другой. С июля 1944, опираясь на поддержку СССР, польские коммунисты установили свою власть. На основе актива ППР, Армии Людовой, части Батальонов хлопских были созданы силовые структуры — в частности, МОБ, милиция, затем Корпус внутренней безопасности. Эти формирования использовались для подавления антикоммунистического повстанчества, прежде всего Армии Крайовой (AK). Коммунистическое правительство пользовалось прямой военной поддержкой СССР.
АК, WiN, другие антикоммунистические организации вели партизанскую и подпольную борьбу против новых властей. Одним из очагов сопротивления и районом ожесточённых столкновений стало Люблинское воеводство. Крупным отрядом постаковского подполья командовал лейтенант Войска Польского, активный участник антинацистской борьбы, убеждённый антикоммунист Мариан Бернацяк.
24 апреля 1945 года отряд Бернацяка атаковал штаб-квартиру МОБ в городе Пулавы. Из местной тюрьмы были освобождены 107 заключённых. В ответ госбезопасность подготовила план ликвидации отряда. Была организована сеть информаторов для отслеживания передвижений, стянуты крупные силы, оснащённые бронетехникой, сформирована сводная оперативная группа МОБ и милиции с участием советских военнослужащих ВВ НКВД. Командование было поручено капитану МОБ Генрику Дерешевичу.

## Ход боя (в различных интерпретациях)
Современные польские источники описывают бой следующим образом. 24 мая 1945 года отряд Бернацяка численностью от 180 до 220 человек находился в лесу близ деревни Ляс Стоцкий. Бойцы расположились на отдых, занимались стиркой и сушкой обмундирования. Начатая в полдень атака правительственных сил, насчитывавших по версии пропаганды исторической политики  680 человек (по задокументированным данным - 82 человек), не ожидалась. На факторе внезапности во многом и строился расчёт.
Первый удар пришёлся по подразделению Чеслава Шлендака. Бой начался обстрелом с крупнокалиберных пулемётов, установленных на бронетранспортёрах. Шлендак был ранен, несколько бойцов убиты. Затем началось наступление двумя группами в охват партизанского лагеря. Однако после короткого замешательства партизаны открыли ответный огонь. Бойцы Рышард Павелец, Ежи Сколимовский и Мечислав Полак подорвали и подожгли бронемашины. Быстрая организация сопротивления оказалась неожиданна для нападавших. Окружение оказалось прорвано контратакой партизан. Группа Шлендака объединилась с основными силами Бернацяка.
Поворотным моментом боя стало обнаружение партизанами на лесистом холме восьмерых польских и советских офицеров, командовавших операцией. Все они, в том числе капитан Дерешевич и лейтенант Лигенз, были убиты в скоротечной перестрелке. Потеря руководства деморализовала рядовых. Под огневым давлением партизан многие из них были загнаны в близлежащий овраг и расстреляны, остальные рассеялись. После этого отряд Бернацяка ушёл с места боя.
Документы Российского государственного военного архива, основанные на источниках, восходящих к польскому и советскому командованию, дают иную картину событий 24 мая 1945. По этим задокументированным данным, истребительный отряд 198-го отдельного мотострелкового батальона ВВ НКВД был атакован и блокирован крупным партизанским формированием численностью 200—600 человек. В боестолкновении погибли 17 советских военнослужащих. Вызванное по радио из Пулав подкрепление прибыло уже после отхода партизан.
Противоречия в описаниях объяснимы различиями в установках пропаганды противоборствующих сторон.

## Последствия
Исход сражения при Лясе Стоцком создал серьёзную проблему для польских коммунистических властей и силовых структур. Отряд Бернацяка превратился в опасный фактор не только военного, но и политического значения. Его скорейшая ликвидация сделалась первоочередной задачей. Тем более, что 26 июля 1945 бойцы Бернацяка провели очередную крупную акцию — напали на тюремный транспорт близ Демблина и освободили 136 заключённых, в том числе 15 «особо опасных».
Территория, на которой действовал отряд Бернацяка, была наводнена частями Корпуса внутренней безопасности и армейскими подразделениями. Органы МОБ арестовали родителей Мариана Бернацяка и его брата Люциана.
24 июня 1946 года Бернацяк с группой ближайших сподвижников был атакован правительственными силами, был дважды ранен. Современная польская версия исторической политики утверждает, что, убедившись в реальной угрозе захвата, Мариан Бернацяк застрелился. По этой ситуации также существуют противоречия в описаниях: польские источники утверждают, что Бернацяка блокировали формирования внутренней безопасности и регулярной армии; по задокументированным данным — что сапёрная часть.

## Память
В Лясе Стоцком установлен мемориальный знак, на котором высечены имена Мариана Бернацяка, семерых погибших партизан и упомянуты четверо погибших, имена которых остались неустановлены.
Годовщины Битвы при Лясе Стоцком регулярно отмечаются в современной Польше. Торжества 70-летнего юбилея проводились 24 мая 2015 года под патронажем президента Бронислава Коморовского (юбилей совпал с президентскими выборами, на которых победу одержал Анджей Дуда).